# Spercheus emarginatus
Spercheus emarginatus är en skalbaggsart som först beskrevs av Johann Gottlieb Schaller 1783.  Spercheus emarginatus ingår i släktet Spercheus, och familjen klotbaggar. Arten är reproducerande i Sverige.